# Stalachtis calliope
Espèce
Stalachtis calliope est un insecte lépidoptère appartenant à la famille  des Riodinidae et au genre Stalachtis.

## Taxonomie
Stalachtis calliope a été décrit par Carl von Linné en 1758 sous le nom de Papilio calliope

### Sous-espèces
- Stalachtis calliope calliope, présent en Guyane, en Guyana, au Surinam et au Brésil.
- Stalachtis calliope bicoler Staudinger, [1887]; présent au Pérou.
- Stalachtis calliope voltumna Stichel, 1911; présent en Équateur[1].

### Nom vernaculaire
Il se nomme Calliope Metalmark en anglais.

## Description
Stalachtis calliope est un papillon de couleur jaune orange et marron. Les ailes antérieures ont un apex arrondi de couleur marron orné d'une ligne submarginale de taches blanches, alors que le reste de l'aile est jaune orangé rayé de marron dans la partie basale et avec deux taches marron dans l'aire discale.Les ailes postérieures sont orange avec une ligne marginale et une large bande discale de taches marron et une bande basale marron. Le revers de l'aile postérieure est presque totalement marron.

## Écologie et distribution
Stalachtis calliope est présent en Guyane, en Guyana, au Surinam, en Équateur, au Brésil et au Pérou.

### Protection
Pas de statut de protection particulier.